# 鴎島 (江差町)
鷗島（かもめじま）は、北海道檜山郡江差町（檜山振興局）に存在する島・字である。かもめ島とも呼ばれる。郵便番号は043-0045。人口は7人、世帯数は2世帯。

## 概要
江差港にある海抜20メートル、面積約0.3平方キロ、周囲約2.6キロメートルの島で、レジャースポットや多くの釣り客で賑わうフィッシングスポットなどとして知られる。かつては交易やニシン漁で栄えていたが、大正期以降ニシン漁の漁獲量は減少、しかし近年は産卵のためのニシンの群の到来が観測されることもある。

## 鴎島と陸地部との繋がり
北前船全盛期の頃より鴎島は良港として知られ、北前船の係留場所（後述）も存在していたが、当初は単独の島だった。
鴎島と姥神町・津花町の陸地部を繋ぐ渡りケーソンが昭和初期までに完成し、1950年代（昭和30年代）には渡りケーソン北側の砂の堆積による砂州形成の様子が写真に残されている。その砂州を基にして渡りケーソンの北側に陸地部から前浜まで繋ぐ形で港湾設備が拡張されて、さらに1984年（昭和59年）から1989年（平成元年）4月1日にかけて建設・完成・供用開始した「江差港マリーナ」によって島とマリーナの間でさらに砂が堆積して砂州が拡大し、その結果、えびす浜の砂浜部分が拡張されて現在の地形となった。

## 島にある名所・施設

### 島の下部
島の入口付近は砂浜になっていて、島に向かって右側は「前浜」、左側は「えびす浜」と呼ばれている。「えびす浜」は夏期間の海水浴場としても使われている。
えびす浜からは、江差に伝わる「義経伝説」にある「馬岩」を望む事が出来る。
前浜側の島の隣には高さ約10mの瓶子を逆さにしたような形の瓶子岩があり、古来、漁民の守り神として地元漁師から崇拝されている。2015年（平成27年）4月には、厳島神社建立400年を記念して、厳島神社四百年記念実行委員会の有志によって瓶子岩の前に鳥居が建立された。鳥居は厳島神社と瓶子岩を望む方角を向く位置に設けられている。
また、瓶子岩と鳥居の向かい側に、江差追分師匠・青坂満の功績をたたえた銅像が有志による建立委員会によって建立され、2021年（令和3年）7月14日の青坂氏の命日（前年に逝去）に行われた除幕式を経て公開されている。
前浜から島の上部に上がる階段の途中から、「村上の井戸」と呼ばれる井戸を見る事が出来る。かつて鴎島に停泊していた北前船の飲用水の確保のために江差の問屋「村上三郎右エ門」が掘ったという。
鴎島のそばに遊歩道の橋が設けられていて、瓶子岩を角度を変えて望む事が出来る。かつては島の縁に添って遊歩道があったが、調査で崖崩れの危険が判明したため、崖から離れた海上に橋を架けて新たな遊歩道を作った経緯がある。
島から伸びる防波堤の付近には、かつて北前船交易で使われていた船の係留跡があり、杭の一部と杭を差し込む穴が今も残されている。その北前船係留跡の付近には、1986年（昭和61年）6月14日に江差に寄港した復元北前船「辰悦丸」の回航10周年を記念した石碑が建てられている。

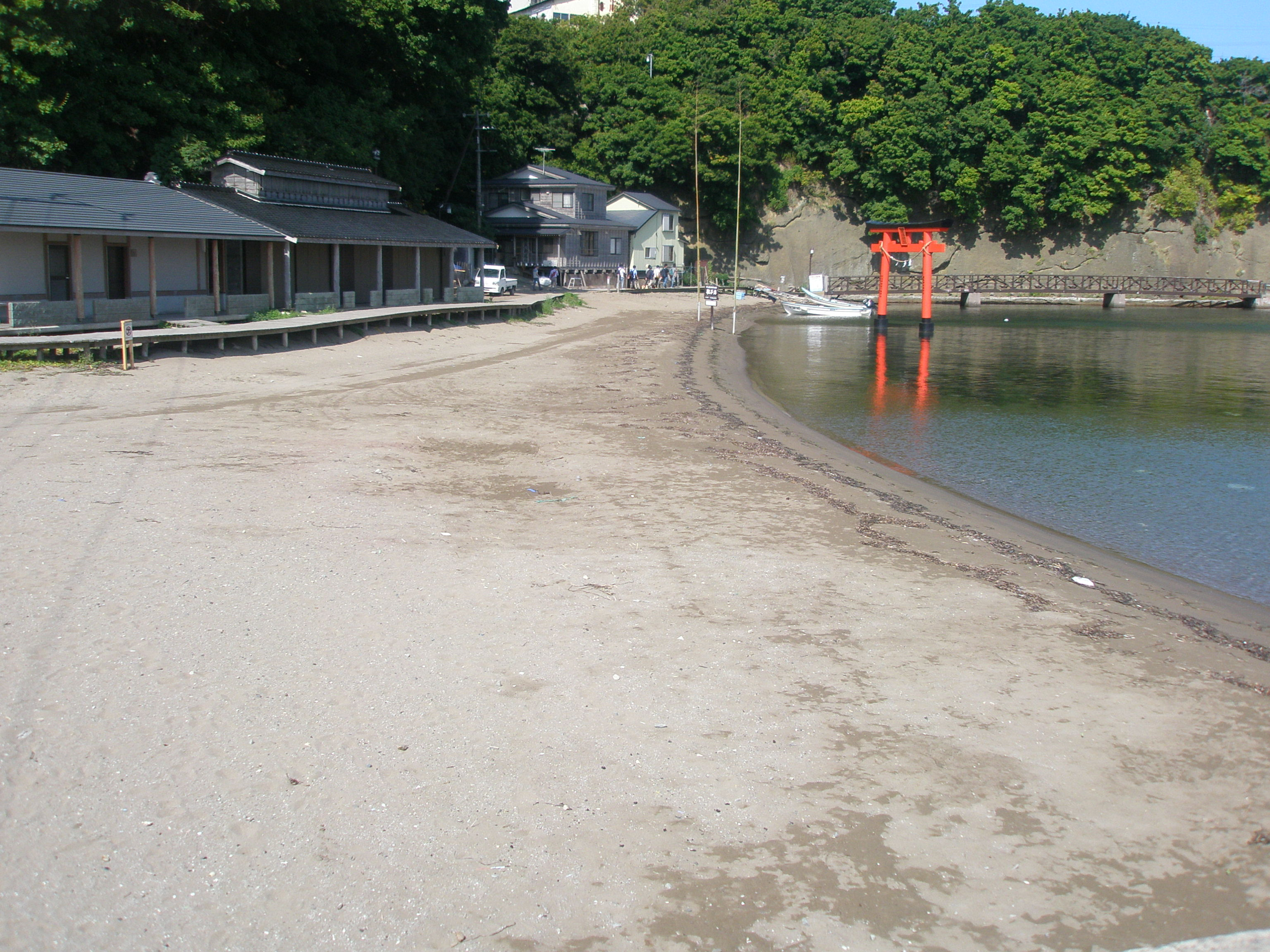
鴎島・前浜
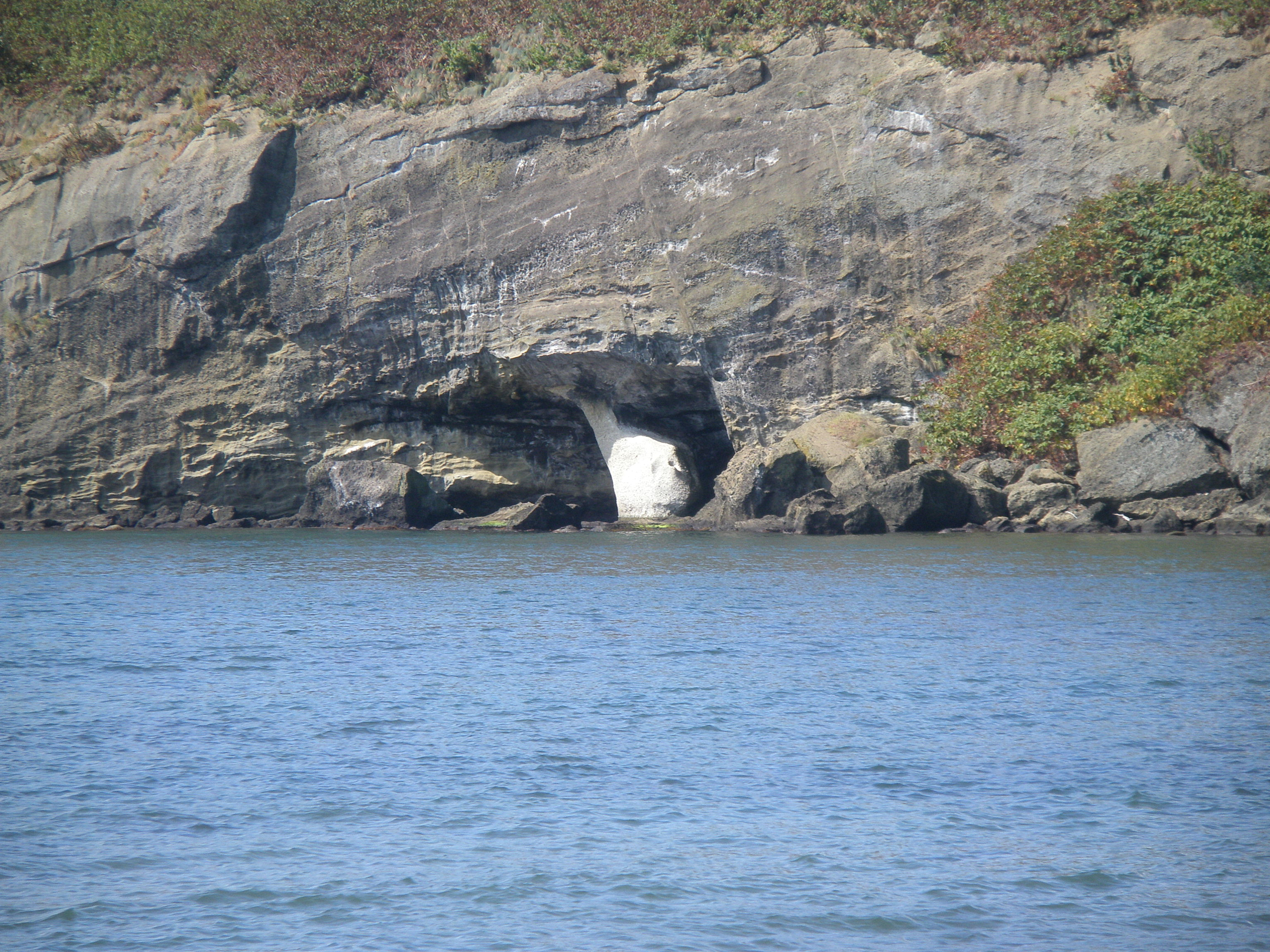
江差に伝わる義経伝説にまつわる馬岩
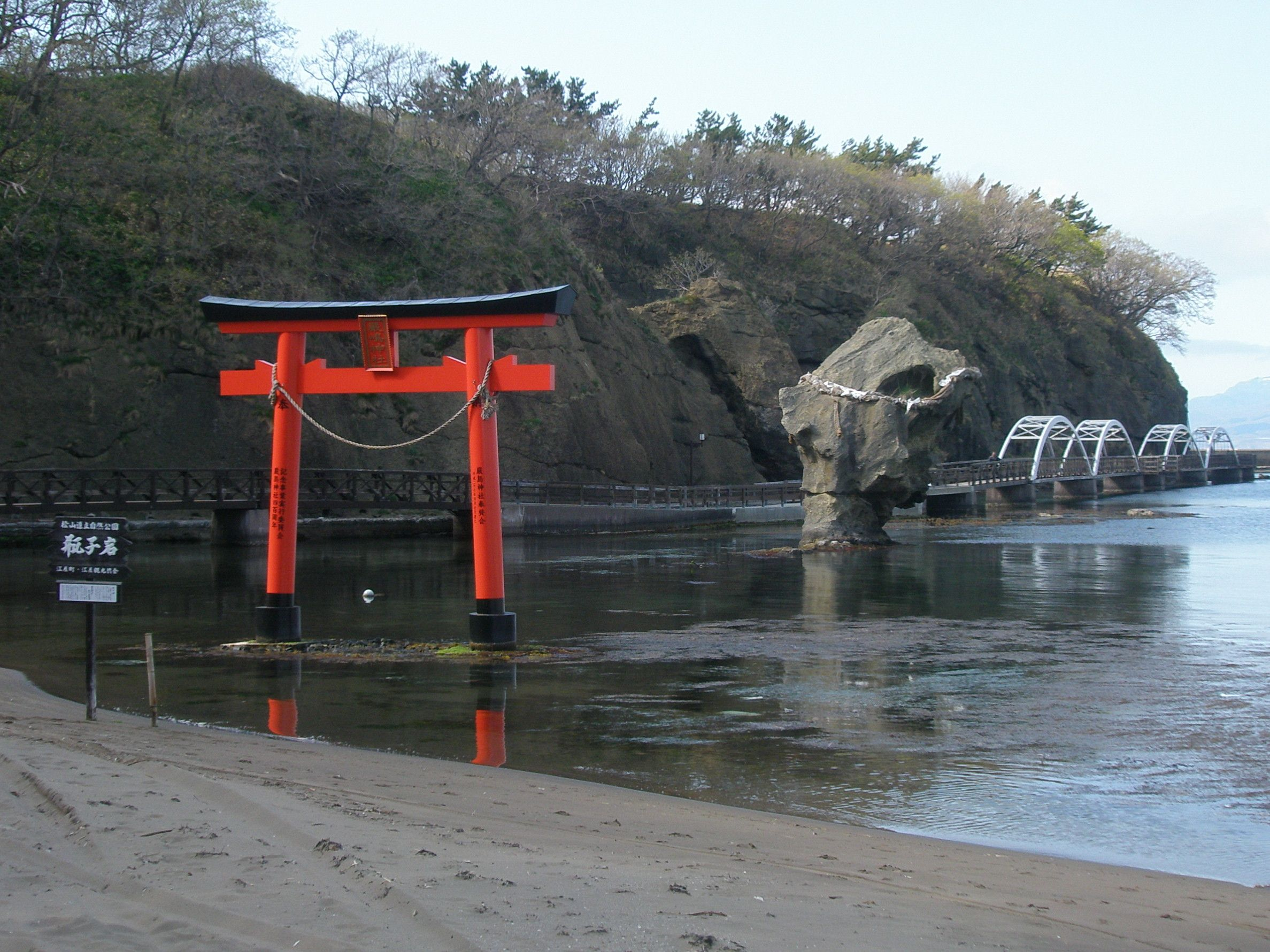
瓶子岩と鳥居、奥に続く遊歩道の橋
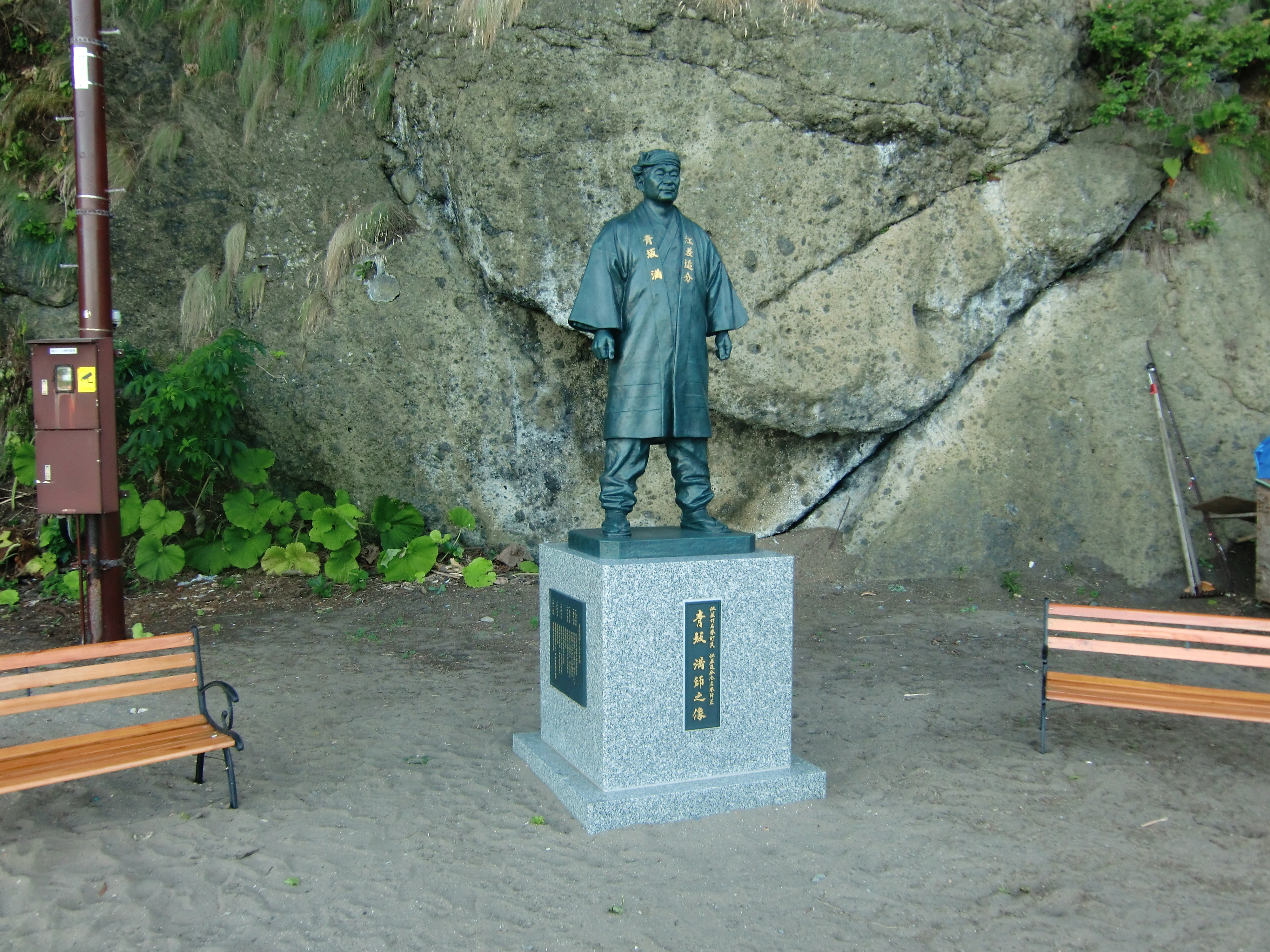
江差追分師匠・青坂満の銅像
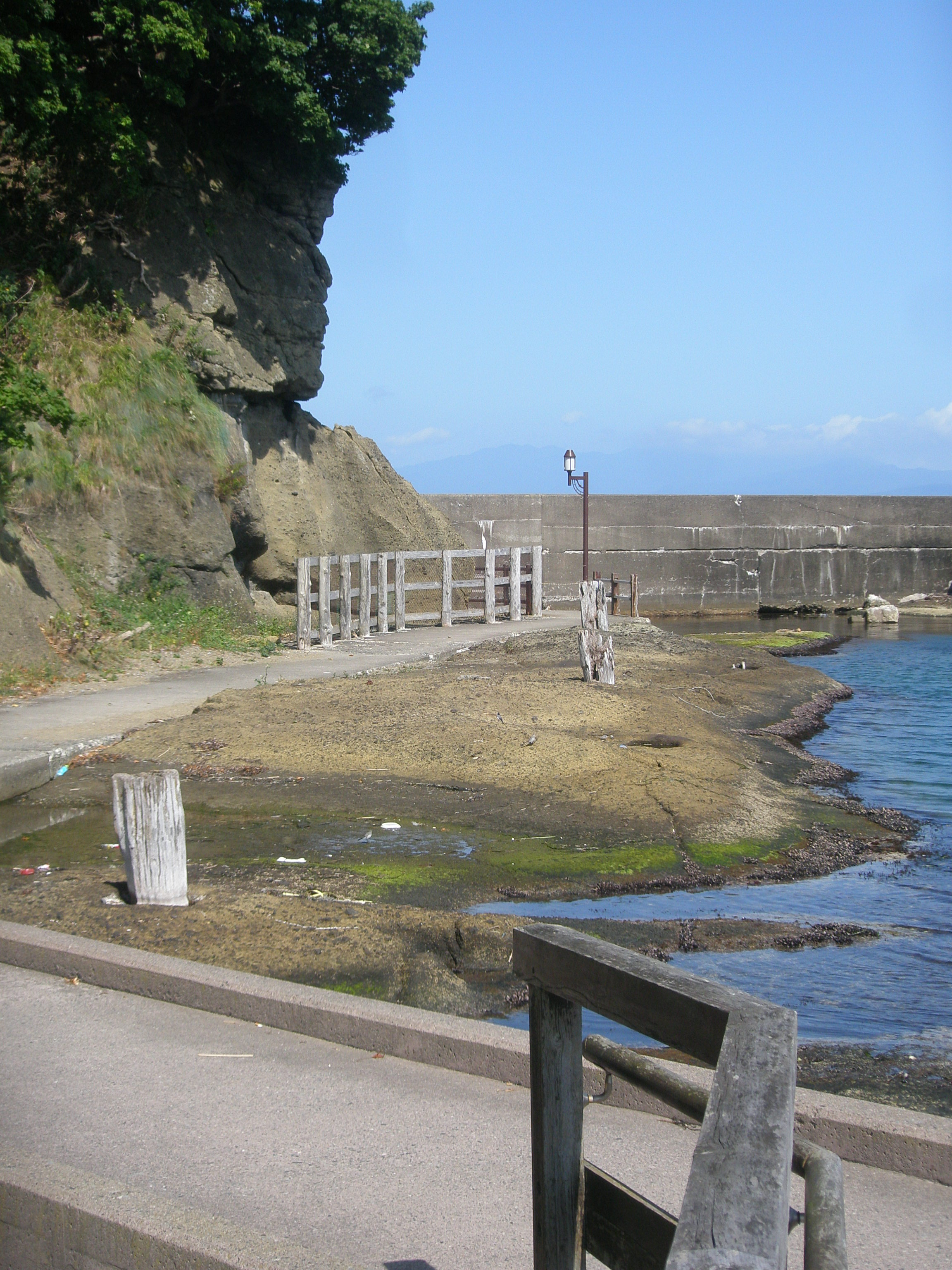
北前船係船跡

### 島の上部
1889年（明治22年）9月15日から点火されている、航路標識の鴎島灯台がある。現在の鴎島灯台は、外側に階段と手すりを追加して展望台としても利用されている。
民謡「江差追分」は北前船の船乗りがうたっていた唄から生まれたといわれ、1932年（昭和7年）に江差追分会本部の会員と賛助会員によって建立された江差追分記念碑がある。
島の中央部には東屋を兼ねたステージ施設が作られていて、江差かもめ島祭りのイベントなどに使われている。
1615年（元和元年）に建立された厳島神社がある。建立当時は「弁財天社」と名付けられていたが、1868年（明治元年）に現在の名称に改められた。境内には加州（かしゅう、現在の石川県）の船頭たちが寄進した手水鉢が置かれているほか、天保年間に建立の鳥居が波で破損して、後にその一部が海底から引き上げられた鳥居の柱が残されている。
厳島神社に隣接する島の一角に、江差追分普及に尽力した歌手の「浜田喜一」の銅像と、同じく江差追分に尺八伴奏を導入する事で普及に貢献した「小路豊太郎」の記念碑が建てられている。
1852年（嘉永5年）に、松前藩が沿岸警備のために設置した砲台の跡が2箇所残されている。島の北側のものが「テカエシ台場跡」、島の南側のものが「キネツカ台場跡」と呼ばれている。
島の上部北側はキャンプ場として開放されている広場がある。キャンプ場は無料で利用できる。ただし、鴎島は全体が道立自然公園であり、北海道の条例（北海道立自然公園条例）によって火気の使用が制限されているため、地面上で直火を使う行為（炊事・キャンプファイヤー等）や花火が禁止されている。

そのキャンプ場を利用し、2020年（令和2年）10月に日本財団「海と日本PROJECT」の一環として「かもめ島マリンピング」が開始され、専用のドームテントが設置されてグランピングが楽しめる。2021年（令和3年）以降は4月 - 10月の期間中に行われ、かもめ島マリンピング運営事務局（北海道江差観光みらい機構内）が予約受付等を行っている。また、日本財団「海と日本PROJECT」協力のもとで、かもめ島マリンピングを含めた「海と日本PROJECT」事業が2022年（令和4年）4月 - 6月の期間、アニメ「サザエさん」のオープニングにて紹介された。

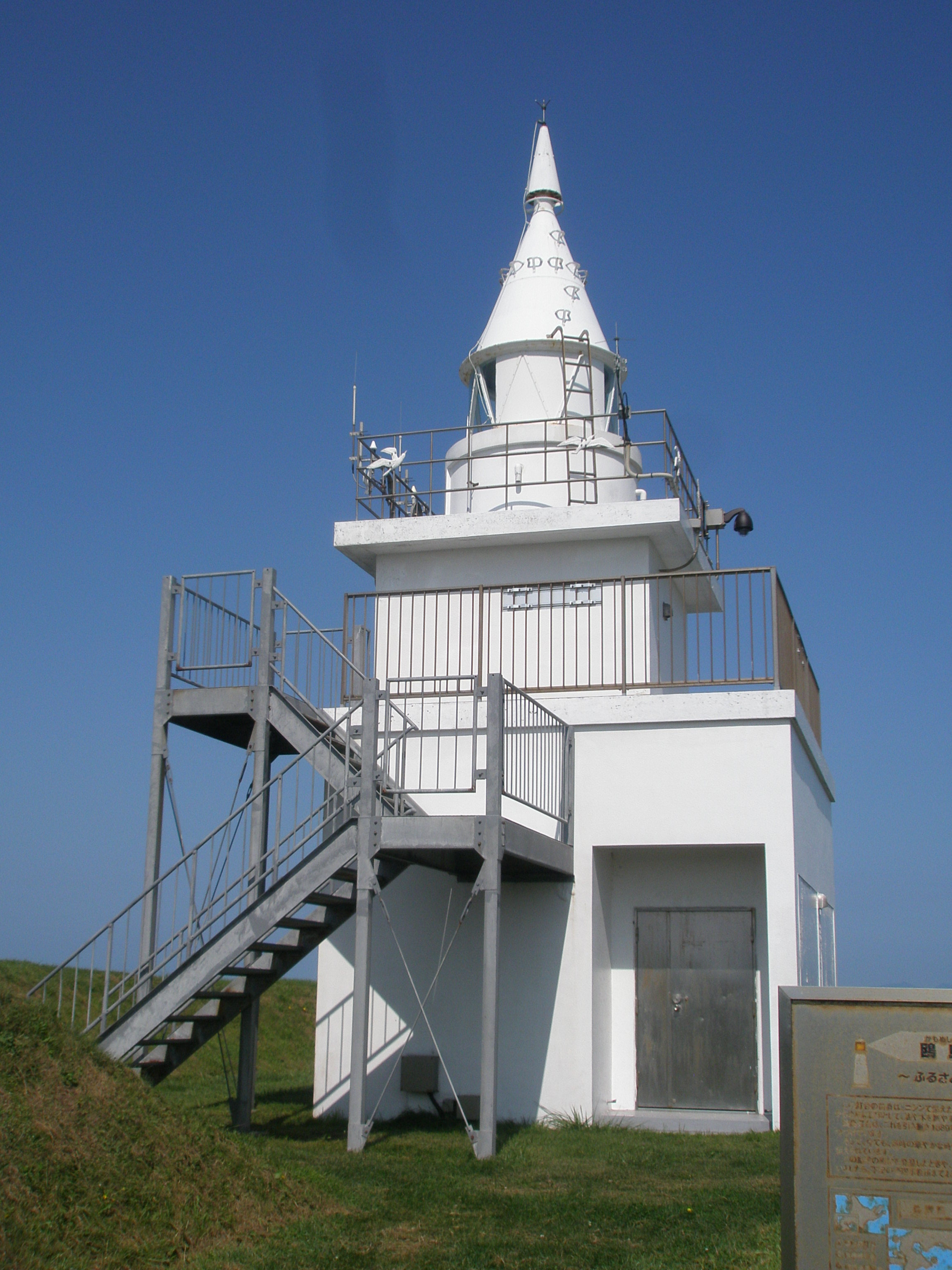
鴎島灯台と展望台
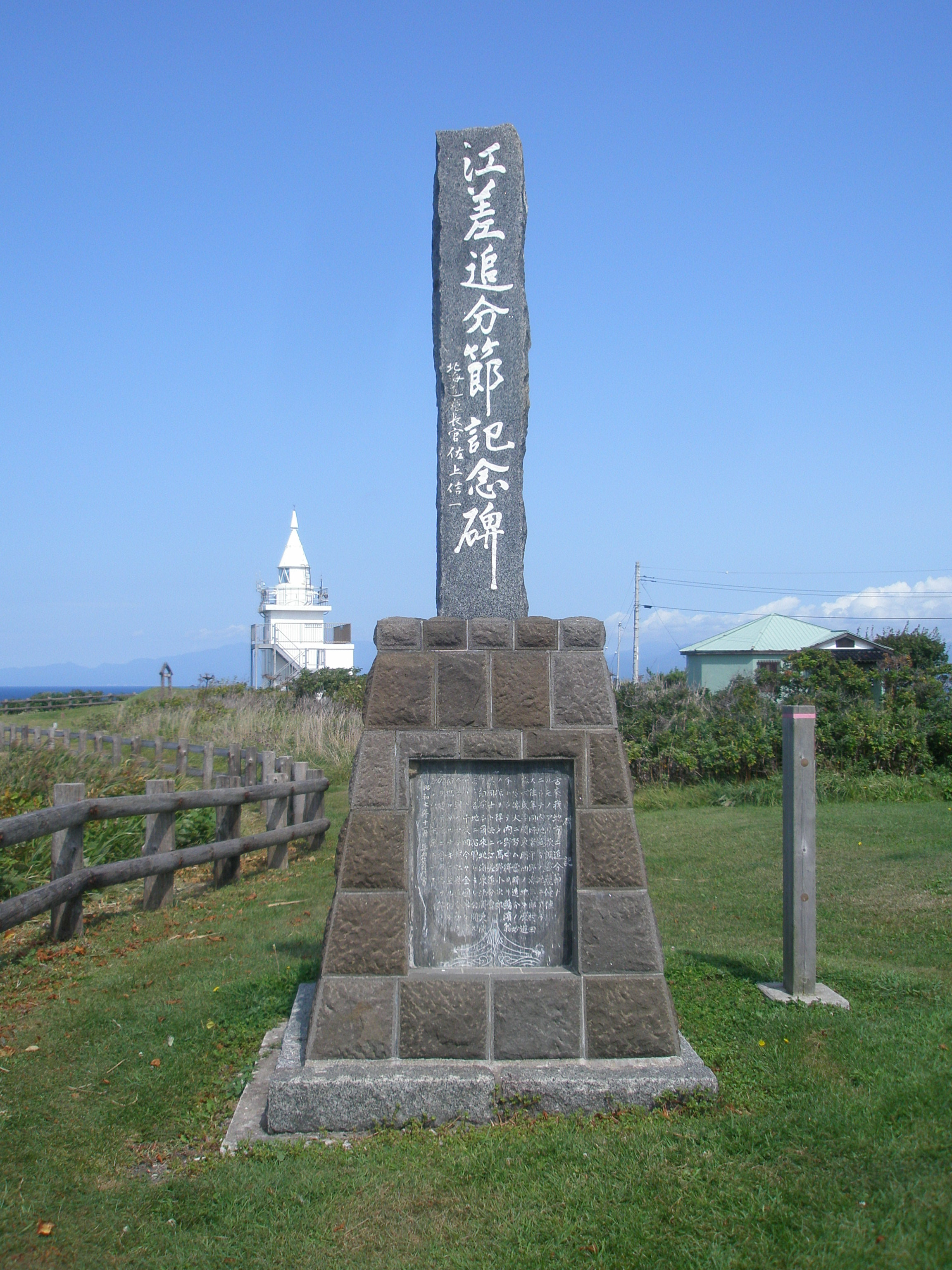
江差追分記念碑（表面）
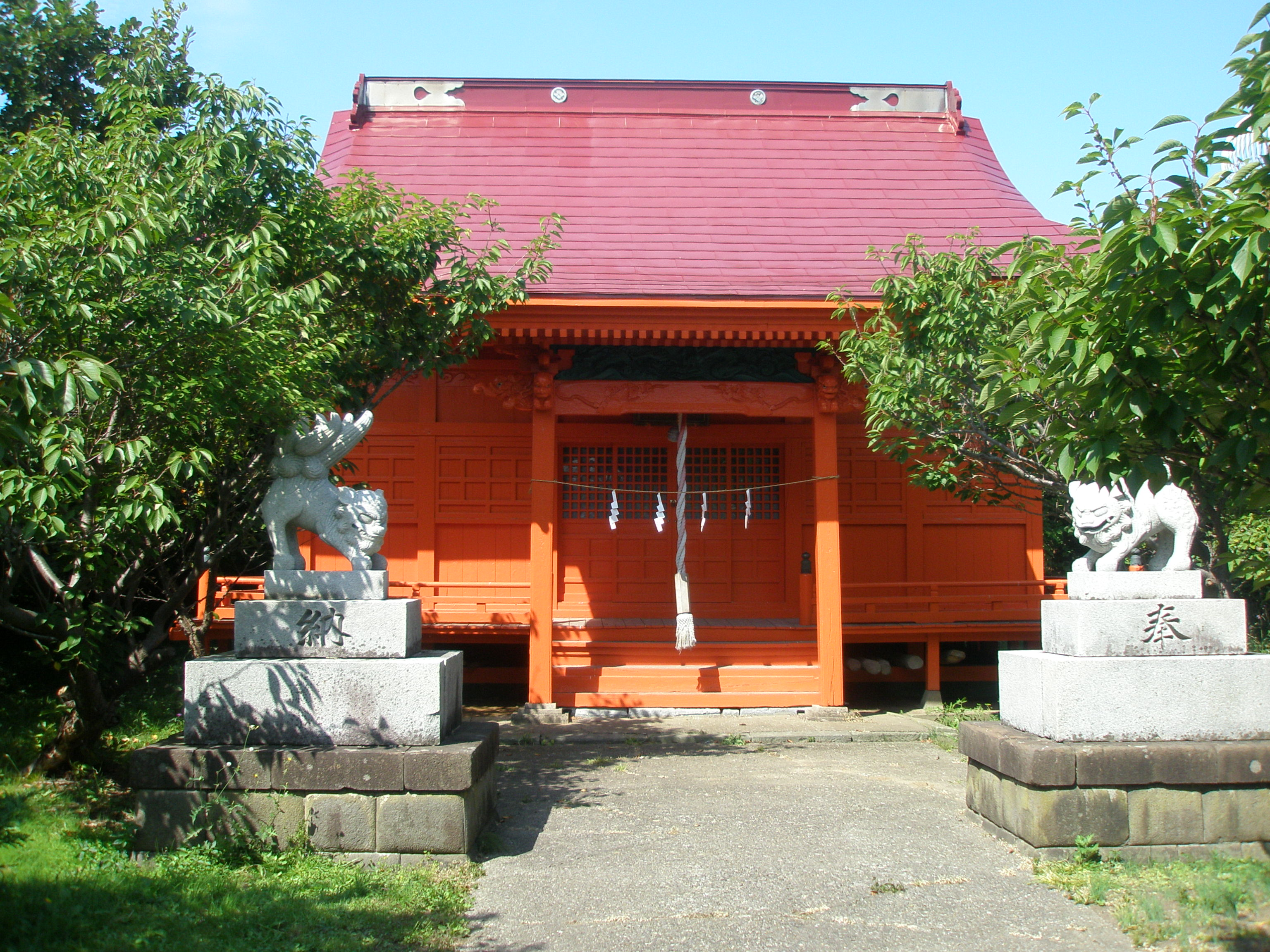
厳島神社・本殿
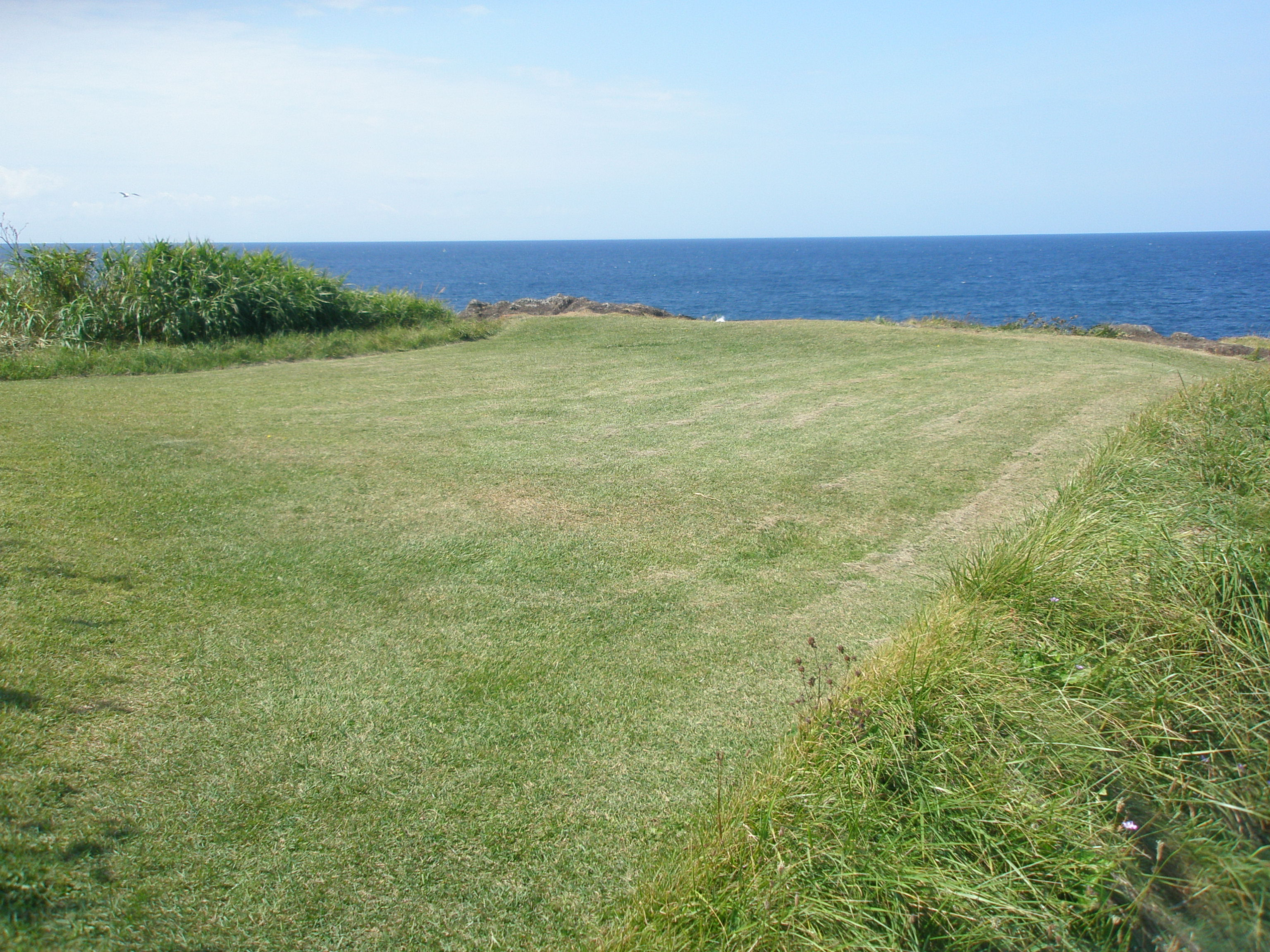
砲台跡「テカエシ台場跡」
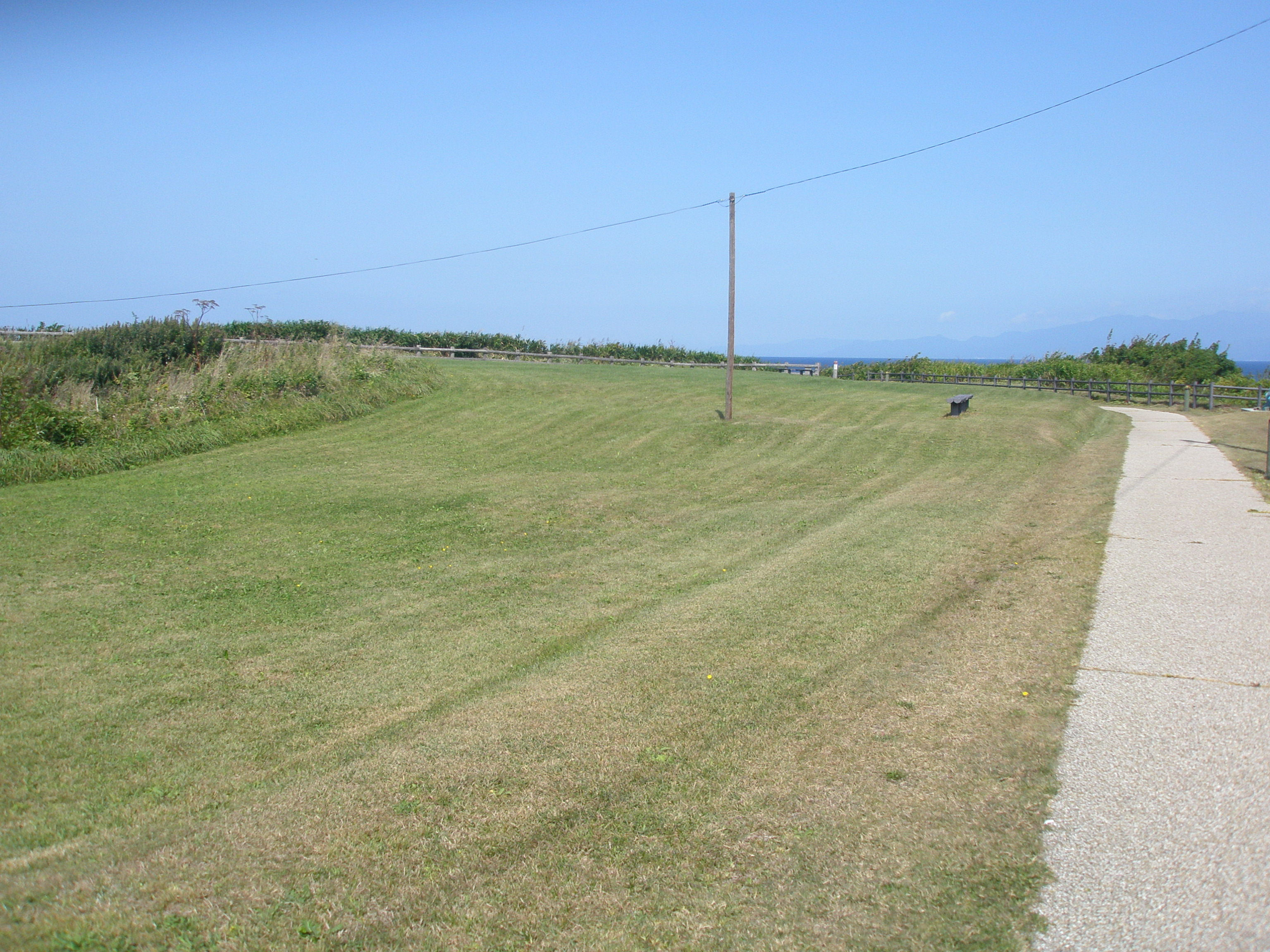
鴎島キャンプ場

### 島の裏側
島の裏側には、波の浸食によって作られた平坦な部分があり、たくさんの畳が敷き詰められたように見える事から「千畳敷」と呼ばれている。
千畳敷にも「義経伝説」の話があり、「弁慶の力石」と呼ばれていた巨石が1934年（昭和9年）の函館大火の日に発生した高波でさらわれたと伝えられている。また、弁慶にまつわる伝説として、島の中央部北側には「弁慶の足跡」と伝えられている窪みもある。

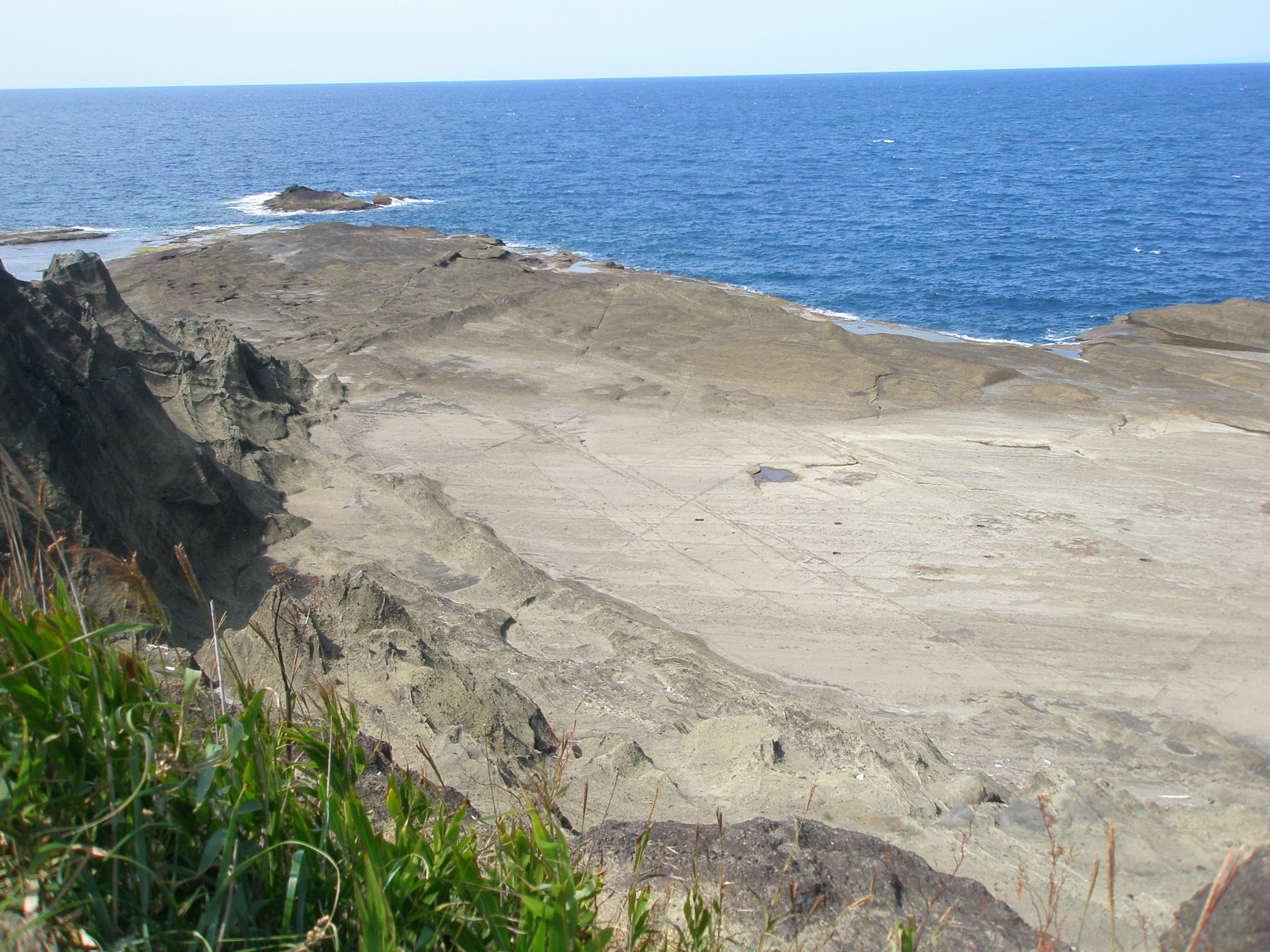
千畳敷
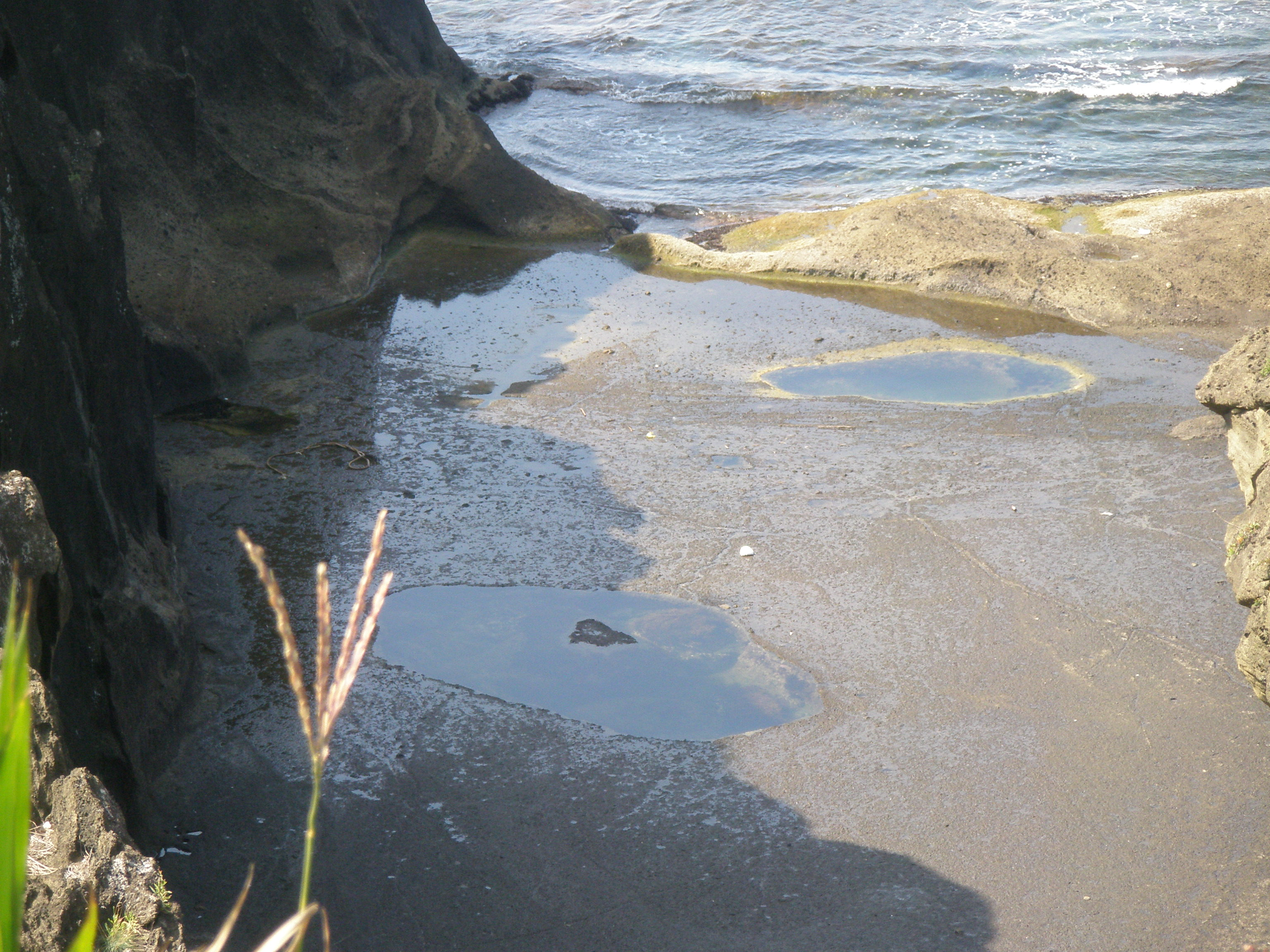
弁慶の足跡と呼ばれる窪み